# ダルコ・コバチェビッチ
ダルコ・コヴァチェヴィッチ（セルビア語: Дарко Ковачевић / Darko Kovačević, 1973年11月18日 - ）は、セルビア出身の元サッカー選手、現サッカー指導者。ユーゴスラビア代表であった。ポジションはフォワード。現在はオリンピアコスFCのテクニカル・ディレクター、U-21チーム監督を務める。

## クラブ経歴

### 初期の経歴
地元のFKラドニチュキ・コヴィンの下部組織で育ち、1992年にズレニャニンを本拠地とするトップリーグのFKプロレテル・ズレニャニンと契約を結び、19歳の時にはユーゴスラビア屈指のゴールスコアラーになった。プロレテル・ズレニャニンで2シーズンを過ごし、1994年にレッドスター・ベオグラードに引き抜かれると、1994-95シーズンには31試合に出場して24得点を挙げた。ヨーロッパの最注目株のひとりとなり、ユーゴスラビア代表にも招集されるようになった。レッドスターでは47試合に出場して37得点というペースで得点を積み上げた。

### シェフィールド・ウェンズデイFC
1995年12月、移籍金200万ポンドでイングランド・プレミアリーグのシェフィールド・ウェンズデイFCに移籍。ボルトン・ワンダラーズFC戦 (4-2) で2得点を挙げてレス・ファーディナンドになぞらえられるなど、移籍当初は空中戦で強さを見せたが、1995-96シーズン後半戦は結局4得点にとどまり、レッドスターからシェフィールド・ウェンズデイFCへの移籍は、タイムズ紙による「プレミアリーグへの移籍ワースト50」の10位に選ばれた。

### レアル・ソシエダ
1996年夏にスペイン・リーガ・エスパニョーラのレアル・ソシエダに移籍。1996-97シーズンは8得点にとどまったが、1997-98シーズンは17得点で得点ランキング上位に位置し、1998-99シーズンも15得点を挙げた。3シーズンで97試合に出場して40得点を挙げた。

### ユヴェントスFCとSSラツィオ
1999年にイタリア・セリエAのユヴェントスFCに移籍。ユヴェントスFCにはアレッサンドロ・デル・ピエロやフィリッポ・インザーギなどが在籍していたが、リーグ戦でも欧州カップ戦でもそれなりの得点を挙げ、1999-2000シーズンにはUEFAカップで10得点を挙げて得点王となった。しかし、ユヴェントスFCのフロントはコバチェビッチが期待に応えていないと感じていたため、両者はイタリア国外で移籍先を探し、スコットランドのレンジャーズFCが1200万ポンドの移籍金を提示して獲得を狙った。
2001年夏にはSSラツィオからマルセロ・サラスが加入し、コバチェビッチは両クラブの取引の一部としてSSラツィオに移籍した。

### レアル・ソシエダ復帰
2002年1月、レアル・ソシエダに復帰。2002-03シーズンには20得点を挙げ、23得点のニハト・カフヴェジとともにチームを牽引し、リーグ2位に押し上げUEFAチャンピオンズリーグの出場権獲得に貢献した。2004-05シーズンは30試合に出場して8得点した。2005-06シーズンは開幕から9試合に出場して4得点3アシストと好調であったが、2005年11月にアキレス腱を負傷して長期離脱した。2006-07シーズンは33試合に出場して2得点と不振に喘ぎ、チームも19位でセグンダ・ディビシオン（2部）降格となった。

### オリンピアコスFC
2007年夏、ギリシャ・スーパーリーグ優勝クラブであるオリンピアコスFCと契約した。良好なコンディションを取り戻し、2007-08シーズンは得点ランキング2位となる17得点を挙げてクラブをリーグ優勝に導き、UEFAチャンピオンズリーグでは3得点を挙げて決勝トーナメント進出を果たした。2008年10月2日、UEFAカップ1回戦のFCノアシェラン戦セカンドレグ (5-0) では2得点を挙げた。2009年初頭には心臓疾患と診断されたが、血流を改善するための心臓の手術は成功に終わった。しかし、医師は現役引退すべきだと提案し、2009年5月に行われた国内2冠を祝う親善試合をラストゲームとし、コバチェビッチ本人も公式に現役引退を発表した。

## 代表経歴
1994年12月28日のアルゼンチン戦でユーゴスラビア代表デビューした。1996年5月にはキリンカップサッカーのために訪日し、メキシコ戦 (0-0) と日本戦 (0-1) に途中出場した。1998年にはフランスで開催された1998 FIFAワールドカップに出場し、グループリーグをドイツに次ぐ2位で通過すると、決勝トーナメント1回戦でオランダに敗れた。2000年にはベルギーとオランダで共催されたUEFA EURO 2000に出場し、グループリーグをスペインに次ぐ2位で通過すると、準々決勝では2年前と同じくオランダに1-6で大敗した。2004年までに58試合に出場して10得点を挙げた。

### 引退後
現役引退後、コバチェビッチと家族はスペインに移住したが、ギリシャに戻ってコラムニストなどとして活動した。2010年6月、オリンピアコスFCの会長に就任したEvangelos Marinakisはコバチェビッチをテクニカル・ディレクターとU-21チームの監督に登用した。

## 代表歴

### 出場大会
- ユーゴスラビア代表
  - 1998 FIFAワールドカップ
- セルビア・モンテネグロ代表

### 試合数
- 国際Aマッチ 47試合 8得点（1994年-2002年）[6]
- 国際Aマッチ 11試合 2得点（2002年-2004年）[6]

| ユーゴスラビア代表 | 国際Aマッチ | 国際Aマッチ |
| 年                 | 出場        | 得点        |
| ------------------ | ----------- | ----------- |
| 1994               | 1           | 0           |
| 1995               | 5           | 3           |
| 1996               | 4           | 0           |
| 1997               | 4           | 0           |
| 1998               | 11          | 1           |
| 1999               | 6           | 1           |
| 2000               | 8           | 1           |
| 2001               | 4           | 0           |
| 2002               | 4           | 2           |
| 通算               | 47          | 8           |

| セルビア・モンテネグロ代表 | 国際Aマッチ | 国際Aマッチ |
| 年                         | 出場        | 得点        |
| -------------------------- | ----------- | ----------- |
| 2002                       | 3           | 1           |
| 2003                       | 7           | 1           |
| 2004                       | 1           | 0           |
| 通算                       | 11          | 2           |

## タイトル

### クラブ
- レッドスター・ベオグラード

ユーゴスラビア・カップ : 1995, 1996
- オリンピアコスFC

ギリシャ・スーパーリーグ : 2007–2008
ギリシャ・スーパーカップ : 2007
ギリシャ・カップ : 2008

### 個人
- UEFAカップ 得点王 : 1999-2000